# Volledige ademhaling
De volledige ademhaling is een ademhalingstechniek die de middenrifademhaling, flankademhaling en de sleutelbeenademhaling tot een geheel verenigt in een natuurlijke ritmische beweging. De techniek is een belangrijke pranayama, ofwel ademhalingstechniek in de yoga, en verschillende andere, vooral oosterse disciplines. Met ademhaling wordt niet de ademhaling als fysiologisch proces bedoeld, noch zegt volledig iets over de kwaliteit van de ademhaling.
Volgens yogi André Van Lysebeth kan een mens die moeite heeft met de volledige ademhaling deze het gemakkelijkst weer aanleren, door op de rug te gaan liggen. De ademhalingstechniek die hij hierbij gebruikt, is de longen eerst geheel leeg te maken en vervolgens de inademing te beginnen in de buik, waarbij vervolgens ook de flanken gevuld worden en waarbij daarna de sleutelbeenderen omhoog gaan. De ademhaling gebeurt zonder horten en stoten. Een andere mogelijkheid om de volledige ademhaling te oefenen, is in de kathouding, een asana of yogahouding in hatha yoga.
De volledige ademhaling wordt gezien als de een gezonde ademhalingstechniek. Van Lysebeth raadt de volledige ademhaling vooral ook aan bij mensen die een zittend leven leiden, met als reden een vertraagde bloedcirculatie in de organen te voorkomen. Bij oefeningen is het niet de bedoeling zichzelf op te blazen als een bal, maar juist ongeforceerd te ademen. De volledige ademhaling verloopt het natuurlijkst wanneer de uitvoering een soepele en onafgebroken samenhang heeft en de drie fasen elkaar opvolgen, zonder dat de continuïteit verbroken wordt.
Een ideale ademhaling is volgens Van Lysebeth diep, langzaam, onhoorbaar en moeiteloos. De drie ademhalingen gaan daarbij geleidelijk in elkaar over. Wanneer de ademhaling hoorbaar is, zou het betekenen dat deze te gejaagd is. Verder laten mensen bij de oefening van de volledige ademhaling de buik weleens zakken, wanneer ze overgaan naar de flankademhaling; het is echter de bedoeling dat de luchtdruk onder in de buik op hetzelfde peil blijft bij de overgang naar de volgende fase.
Wanneer mensen een opgewekt gevoel van duizeligheid krijgen bij het oefenen van de volledige ademhaling, dan is dat volgens Van Lysebeth volstrekt ongevaarlijk maar wel onaangenaam. Dit zou vooral voorkomen bij mensen met een iets lagere bloeddruk. De reden hiervoor is dat het opzuigen van lucht tot gevolg heeft dat het bloed uit de hersenen gezogen wordt. De duizeligheid wordt veroorzaakt door een verlaging van de bloeddruk en dus de spanning op de hersenen en is op zich daarom juist gunstig. De duizeligheid kan weggenomen worden door de benen loodrecht boven het lichaam te houden.